# Cyanocorax caeruleus
La ghiandaia cerulea (Cyanocorax caeruleus (Vieillot, 1818)) è un uccello passeriforme della famiglia dei corvidi.
Rappresenta l'uccello simbolo dello stato del Paraná.

## Etimologia
Il nome scientifico della specie, caeruleus, deriva dal latino e significa "ceruleo", in riferimento alla livrea di questi uccelli: il loro nome comune altro non è che la traduzione di quello scientifico.

## Descrizione

### Dimensioni
Misura 38 cm di lunghezza, per 272 g di peso.

### Aspetto
Si tratta di uccelli dall'aspetto tozzo e robusto, con grossa testa ovale e allungata, becco forte e conico dall'estremità lievemente adunca, grandi occhi, lunghe ali digitate, coda piuttosto allungata e forti zampe artigliate.
Il piumaggio è nero su testa, gola e parte superiore del petto: sulla nuca, il nero sfuma nel blu-azzurro, che (come intuibile dal nome comune e dal nome scientifico) è il colore del resto del corpo (petto, ventre, dorso, ali e coda). L'area dorsale è più scura rispetto a quella ventrale: le remiganti e la coda presentano inoltre superficie inferiore di colore grigio-nerastro.
Il becco e le zampe sono di colore nero lucido, mentre gli occhi sono di colore bruno scuro.

## Biologia
La ghiandaia cerulea è un uccello dalle abitudini di vita essenzialmente diurne, che passa la maggior parte della giornata muovendosi in gruppetti a composizione familiare (formati da una coppia riproduttrice e dai figli di una o due delle covate precedenti, per un totale di 4-15 individui) alla ricerca di cibo, fra i rami di alberi e cespugli.
Come molti corvidi, questi uccelli sono molto vocali e presentano una certa varietà di richiami (finora ne sono stati differenziati 14), il più comune dei quali è un gracchio di contatto acuto e nasale.

### Alimentazione
La dieta di questi uccelli è onnivora, con una certa prevalenza della componente vegetariana su quella carnivora: in particolare, questi uccelli sono ghiotti dei pinhões del pino del Paraná, dei quali si nutrono in maniera estensiva.

La ghiandaia cerulea si nutre inoltre di una varietà di granaglie, bacche e frutti, nonché di insetti (soprattutto di grossa taglia, come i coleotteri, ma anche formiche, come Labidus praedator e Crematogaster), invertebrati e sporadicamente anche piccoli vertebrati.

### Riproduzione
Si tratta di uccelli monogami, in cui le coppie rimangono insieme per la vita.
La stagione riproduttiva va da ottobre a gennaio: le coppie collaborano nella costruzione del nido (a forma di coppa, edificato con rametti intrecciati e foderato internamente con fibre vegetali), mentre la cova è appannaggio esclusivo della femmina, col maschio che si occupa di tenere a bada i dintorni (coadiuvato dagli altri membri dello stormo, che lo aiutano a scacciare eventuali predatori, come la poiana beccogrosso) e d'imbeccare la compagna intenta ad incubare le uova. L'allevamento della prole viene condiviso dai due partner e dagli altri componenti del gruppo: i pulli, ciechi ed implumi alla schiusa, aiuteranno i genitori nell'allevamento dei nidiacei della covata successiva l'anno seguente.

## Distribuzione e habitat
La ghiandaia cerulea abita il Sudamerica sud-orientale, essendo diffusa nel sud del Brasile (stati di Rio Grande do Sul, Santa Catarina, Paraná, oltre che il sud-est del San Paolo), nell'estremità orientale del Paraguay, nel nord-est dell'Argentina (province di Misiones e Corrientes) e dell'Uruguay (dipartimento di Cerro Largo).
L'habitat di questi uccelli è rappresentato dai margini della Mata Atlantica, nelle aree alberate con presenza di radure erbose e cespugliose.